# Čachovští ze Svémyslic

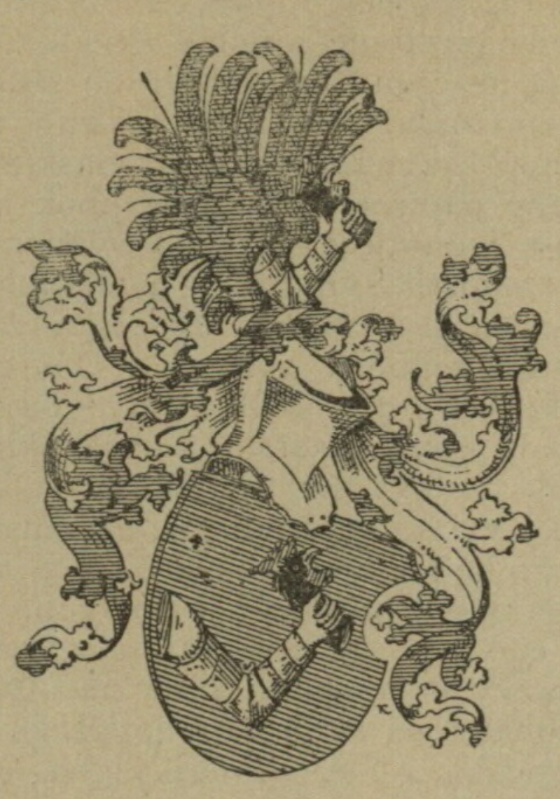
Erb Čachovských ze Svémyslic

Čachovští ze Svémyslic byli česká erbovní rodina.

## Historie rodu
Náležel-li k tomuto rodu Duchek Brazdymský ze Svémyslic (1534 na Brazdymovci a jeho syn Jaroslav, který prodal Brazdymec v roce 1547 a byl v roce 1573 úředníkem na Bělé, stejně tak i Bartoloměj Felda ze Svémyslic 1579 na Osenicích atd.), není známo.
Kříž Čachovský ze Svémyslic byl v roce 1547 přijat do vladyckého stavu a žil ještě roku 1556. Jeho potomkem byl Kříž (řečený Albrecht) Čachovský ze Svémyslic, který sloužil císaři Maximiliánu I. a obdržel v roce 1508 potvrzení vladyckeho stavu.
V roce 1589 a 1608 se připomíná Václav Čachovský ze Svémyslic, který seděl v roce 1608 se svým synem Janem na Veselici na Hradecku. Veselici koupila roku 1604 Barbora Čachovská ze Zábědovic. V roce 1620 koupil Václav Čachovský ze Svémyslic dvůr v Klouzkově u Jaroměře. Jeho první manželkou byla Mandaléna Kapounová ze Svojkova († 1627) a druhou manželkou byla Dorota Bořanovská z Bytyšky (1628–1640). Kromě dcery Mandalény měl syna Maxmiliána Arnošta (* 1630). Měl prý za manželku Evu Estreichovou z Jiměřic a syna Maxmiliána Jiřího, který byl v letech 1709–1713 radou dvorních a komorních soudů a zemřel roku 1738. Jak se zdá, Maxmiliánem Jiřím rod vymřel.

## Erb
Modrý štít, na něm ruka v brnění. V pěsti drží černý useknutý kohoutí krk, který krvácí.